# 印度黑錢

根據2007年美國海外帳戶稅收合規法而列出的世界避稅天堂分佈圖。

印度人說的黑錢，指的是在黑市上賺到的錢，這類賺來的錢既未繳納所得稅，也未繳其他任何稅款。此外，不讓稅務管理員知悉的未入帳資金也稱為黑錢。黑錢由犯罪分子、走私者和逃稅者囤積。據稱此金額已累積到約2,200億印度盧比的程度，但印度民眾向印度最高法院提出的請願書中，提出的估計數字甚至更大，達到900兆（萬億）盧比。
印度人存在國外銀行的黑錢數目並未經過精確計算。一些報告稱這類存在瑞士銀行的總額為1.06兆至1.40兆美元。其他報告，包括瑞士銀行家協會和瑞士政府的，則稱前述數字是捏造的，實際上印度公民在所有瑞士銀行帳戶中持有的總額僅約為20億美元。印度中央調查局局長於2012年2月表示，印度人在國外避稅天堂存有的非法資金為5,000億美元，比任何其他國家均高。印度政府於2012年3月在國會中澄清，這位局長所提關於5,000億美元非法資金的說法是基於2011年7月向印度最高法院提出報告中所做的估計。
根據在2018年3月透露的消息，目前印度人在瑞士和其他離岸銀行藏著的黑錢總額估計為300兆盧比，約當4兆美元。

## 黑錢來源
印度國內黑錢不斷增加的根本原因是由於對違法者的懲罰力度不足。犯罪分子為隱瞞其不法活動而向稅務機關行賄，他們因此很少受到法律制裁。這種會隱瞞收入的人包括高位政治人物、電影明星、板球運動員和生意人。一些印度企業運用移轉訂價手段，透過低報其對新加坡、阿拉伯聯合大公國和香港等避稅天堂國家/地區的出口價格，也高報其進口價格。因此，一位持有通常不超過公司10%股本的上市公司原始股東，在國外囤積黑錢，而犧牲多數股東的利益，也傷及印度政府的稅收。估計到2008年，該國累計的非法金融外流已達到4,520億美元。
腐敗的政治組織、政治人物和政府官員從外國公司收取賄賂，然後將這些錢存放在國外避稅天堂，或是進行投資，只在有需要時才轉回印度。此外，在印度取得的賄賂、資金和收款通常通過稱為哈瓦拉匯兌系統的管道轉移到國外，以逃避印度稅務機關和隨之而來的法律行動。
在一稱為沃達豐-和記亞洲電訊稅務案件（Vodafone-Hutchison tax case）中，一家外國跨國公司也與在避稅天堂國家註冊的空殼公司進行交易，而避開在印度的稅賦。
存放在國外的非法資金，透過循環交易過程被轉回印度。循環交易涉及將資金從一個國家轉出，到像模里西斯這樣的地方，然後偽裝成外國資本，再轉回國內，以賺取不當利潤。
外商直接投資（FDI）是投資印度股票和金融市場的合法管道之一。根據印度工業政策與促進部 （DIPP）發佈的數據，從2000年4月到2011年3月期間，流入印度的資金中有兩大來源地，分別是模里西斯（41.80%，542.27億美元）和新加坡（9.17%，118.95億美元）。像模里西斯和新加坡這類小型經濟體能成為如此龐大資金的來源，看似並不合理。顯然，這些資金經過如此管道轉移，可將逃稅者的真實身份隱瞞，在許多情況下，這些投資者實際上是印度公民，把錢投資給自己的公司。
透過購買參與憑證（PNs）或海外衍生性工具（ODIs）以投資於印度股市，是印度黑錢重新投資於印度的另一種方式。參與憑證的投資者並非以其自身名義持有印度證券。這些證券在法律上由外國機構投資者（FIIs）持有，實際投資者可透過特別設計的合約，從印度證券的價格波動以及股息和資本收益中賺取經濟利益。
慈善組織、非政府組織（NGO）和其他協會收到的外國資金無需披露印度受益人（這些組織不需向印度政府或相關機構揭露或說明這些外國資金最終是給了哪些印度人或印度實體）。
透過官方管道以及走私方式進口的黃金，是將國外黑錢帶回，並轉化為當地黑錢的主要管道，因為黃金，特別是在農村投資者中有旺盛的需求。此外，鑽石和寶石出口商和進口商透過避稅天堂國家進行虛構的高價值循環交易，也是將黑錢移進及移出印度的管道。軟體公司也可虛報虛構的軟體出口，將黑錢帶入印度，軟體公司的出口享有免稅優惠。
目前以外幣（美元）在國外所能賺取的利率並不高，且印度人將其用於購買國外資產，也沒很高的增值。因此印度人正將其外國資金導回印度，在印度資本市場賺取更高的資本利得。

## 利用瑞士銀行存放黑錢
印度媒體於2011年初刊出多篇報導，稱瑞士銀行家協會官員表示在瑞士非法存放的外國資金中，最大的佔比來自印度人。這些指控後來受到瑞士銀行家協會、瑞士中央銀行，以及瑞士銀行財富管理受託人的否認。
代表瑞士銀行家協會的詹姆斯·納森（James Nason ）在一次關於所謂來自印度黑錢的採訪中表示："（黑錢）的數字在印度媒體和印度反對派圈子中迅速傳播，並被當作絕對真理。然而這個故事完全是捏造。瑞士銀行家協會從未說過或發佈過這樣的報告。任何聲稱擁有這些數據的人都應指出明確的消息來源，並解釋產生這些數據的方法。"
印度政府與瑞士政府於2010年8月修訂《避免雙重課稅協定》，為調查存放瑞士銀行中的黑錢提供途徑。預計這項在2012年1月生效的修訂，將允許印度政府在掌握有關可能存放在瑞士黑錢的具體資訊情況下，向瑞士銀行索取資料。
印度政府於2011年收到782名在匯豐銀行擁有帳戶的印度人姓名。截至2011年12月，印度財政部以隱私為由，拒絕將帳戶擁有者的姓名透漏，但財政部證實並無現任國會議員名列其中。政府為回應當時反對黨 - 印度人民黨（BJP）的要求公佈資訊的呼籲，於12月15日宣佈將公佈一份關於匯豐銀行資訊的白皮書，但不會公佈帳戶擁有者的姓名。
根據瑞士國家銀行（瑞士的中央銀行）於2012年5月發佈的《印度黑錢白皮書（White Paper on Black Money in India）》，估計截至2010年底，印度公民在瑞士銀行的存款總額為19.5億瑞士法郎（929.5億印度盧比，約值21億美元）。瑞士外交部應印度外交部的請求，已確認這些數據。這個數額只是一些媒體報導中所稱1.4兆美元的700分之一。
印度中央調查局局長A·P·辛格於2012年2月在首屆國際刑警組織全球反腐敗和資產追回計畫的開幕式上發言時表示："估計屬於印度人的非法資金，有約5,000億美元存放在國外避稅天堂。據報導，瑞士銀行的最大存款人也是印度人。"A·P·辛格在回應有關該國有部長級人物涉入詐騙案的暗示時說："我想起印度古代經文中的一句名言 - यथा राजा तथा प्रजा。也就是說，如果國王不道德，他的臣民也會如此。"A·P·辛格後來在印度國會中澄清，那5,000億美元的非法資金是基於2011年7月向印度最高法院提出聲明中所列的數字。
印度政府經正式查詢並匯集印度以外銀行官員提供的數據，在2012年5月表示印度人在瑞士銀行的存款僅佔所有國家公民在那兒存款總額的0.13%。此外，印度人在瑞士銀行的存款在總數中的佔比已從2006年的0.29%降至2010年的0.13%。
印度中央直接稅務委員會調查司（CBDT）發佈一份關於黑錢的白皮書，以提升所得稅部門在打擊黑錢方面的權力。

## 2015年匯豐銀行洩密事件
匯豐銀行日內瓦分行在2006-07年度的客戶帳戶餘額於2015年2月遭到洩露。名單由法國《世界報》取得，其中包括幾位印度知名商人、鑽石交易商和政治家。此名單中的印度客戶數量大約是法國當局在2011年提供給印度政府628個姓名的兩倍（1,195個）。印度政府表示將對此事進行調查。此1,195個帳戶餘額總計為25,420億盧比（29億美元）。
這份另包含有政權獨裁者和國際罪犯姓名的名單，同時由45個國家的新聞機構（包括英國《衛報》、以色列《國土報》以及總部設於倫敦的英國廣播公司（BBC）在內）刊出。顯示匯豐銀行確實曾協助其客戶逃稅，此機構在一份聲明中表示其"當年盡職調查的標準確實遠低於今日的。"

## 2016年巴拿馬文件洩密事件
發生於2016年的巴拿馬文件醜聞是史上規模最大的黑錢資訊洩露事件。國際調查記者同盟（ICIJ）首先獲得此洩露的資訊，有超過1,100萬份文件被揭露。這些文件涉及214,000個離岸實體，時間跨度近40年。而文件來自莫薩克·馮賽卡律師行，是一家總部位於巴拿馬的律師事務所，在35多個國家設有辦事處。曝光的名單中包括500名印度人，例如阿米塔·巴昌、艾許維亞·蕾、妮拉·拉迪亞、 K·P·辛格、加瓦爾家族、哈里什·薩爾維和其他人。

## 2016年廢鈔行動
印度人民黨（BJP）在2011年到2014年間的競選宣言中納入追回印度黑錢的承諾。代表BJP的總理候選人納倫德拉·莫迪承諾將這些黑錢（估計為90兆盧比，約值1.5兆美元）追回印度。
時任總理的納倫德拉·莫迪於2016年11月8日在向全國發表的一次臨時演講中宣佈，500盧比和1000盧比的紙幣將從當日午夜起停止流通。他說此決定是為打擊正在摧毀印度的黑錢和腐敗。他還表示，現金流通與該國的腐敗直接相關，影響到社會底層階級。然而印度的銀行和印度儲備銀行（RBI）均未為此做好準備，導致市面上貨幣短缺，持續到2018年3月，並給印度公民帶來極度不便。
根據印度政府的數據，該國於2016-17財政年度提交的所得稅申報數量增長25%（達到2.82億份，而前一財政年度的增長率為9.9%），因為更多個人在廢鈔行動後提交納稅申報，該期間的預繳稅款比前一年度增長41.8%。截至2016年12月28日，官方消息稱所得稅部門在其全國行動中，查獲超過417.2億盧比（4.8億美元）的未申報收入，並沒收價值10.5億盧比（1,200萬美元）的新鈔。該部門總共進行983次搜索、調查和訊問行動，並向各實體發出5,027份通知，指控其逃稅和類似透過哈瓦拉管道的交易。該部門還沒收價值超過54.9億盧比（6,300萬美元）的現金和珠寶，其中沒收的新貨幣（大部分為面額2,000盧比紙幣）價值約10.5億盧比（1,200萬美元）。該部門還將總共477起案件移交給印度中央調查局和印度執法局等機構，以調查洗錢、資產不相稱和貪腐等相關金融犯罪。

## 印度國內黑錢
以英文發行的印度報紙《經濟時報》報導，稱印度公司和政治人物經常濫用公益信託進行洗錢。印度沒有像公司註冊處那樣的集中式資訊庫，來彙整公益信託的資訊。

## 特別調查小組和最高法院案件
知名印度法學家和前法務部長拉姆·傑特馬拉尼與許多其他知名公民在印度最高法院（SC）提起第176號2009年請願書（民事），請求法院指示，以協助追回存放在國外避稅天堂的黑錢，並啟動加強治理框架的工作，以防止進一步產生黑錢。
最高法院於2011年1月詢問印度政府為何沒披露在列支敦士登銀行有存款的印度人姓名。最高法院認為政府必須加大力度，公開所有關於據信非法存放在國外銀行的巨額款項的資訊。
最高法院於2011年7月4日發布命令，任命一個由前最高法院法官B·P·吉文·雷迪（ BP Jeevan Reddy）領導的特別調查小組（SIT），作為監督機構，監控有關黑錢的調查。該機構將直接向最高法院報告。由兩位法官組成的合議庭（two judge bench）認為政府對黑錢問題的束手無策，反映出的是其軟弱與妥協的態度。
國民及其他法人於海外銀行持有來路不明資金的問題，對公民的福祉有莫大的重要性。這些資金的規模，粗略反映出國家在犯罪預防和稅收方面的弱點。依據資金總量，以及其產生和隱匿的事件數量，就能充分揭示國家的"軟弱程度"，進而影響公民權益。
 — 印度最高法院法官B·蘇達爾山·雷迪與法官S·S·尼賈爾， 來源：
印度政府隨後透過2011年第8號中間上訴對此命令提出質疑。由於雷迪法官退休，而於2011年9月23日由卡比爾法官取代雷迪法官留下的位置，新的合議庭對印度政府的上訴是否成立作出分歧裁決 - 卡比爾法官認為上訴成立，而尼賈爾法官則認為不成立。由於這種分歧，此案必須提交給第三位法官裁定。
印度政府於2014年4月向最高法院披露26名在列支敦士登銀行擁有帳戶的印度人姓名，資料由德國當局提供。
印度政府於2014年10月27日向最高法院提交一份宣誓書，其中包含3位在國外擁有黑錢帳戶的印度人姓名。印度最高法院在次日命令中央政府披露其從德國等國家收到的所有黑錢帳戶持有人姓名。最高法院的合議庭還要求中央政府不要進行任何形式的調查，只需將姓名提交給他們，然後最高法院會下達進一步調查的命令。
但依照財政部10月27日提交的宣誓書所揭示，實際發生的並非如上述。宣誓書聲稱CBDT於6月27日提交一份完整案件清單，其中包含從德國和法國政府取得的資訊，以及印度政府採取的行動狀況。宣示書補充說CBDT官員還會見特別調查小組並向其通報案件狀況、收到的資訊背景、瑞士當局不共享資訊的情況，以及政府面臨的制約和獲取帳戶詳細資訊的替代方法。
拉姆·傑特馬拉尼於2015年5月12日抨擊莫迪政府未能如選前承諾般，成功追回海外黑錢。
國際稅務律師阿希什·戈埃爾（Ashish Goel）認為莫迪政府在採取措施追回存放於海外的黑錢方面徹底失敗。
2015年11月2日，舉報匯豐銀行的前銀行雇員埃爾韋·法爾恰尼表示，他願意在調查中與印度機構"合作"，但需要"保護"。普拉山特·布尚（印度最高法院的公共利益訴訟律師）和約根德拉·亞達夫（政治和社會科學活動人士）提供一封由法爾恰尼於2015年8月21日寫給黑錢特別調查小組負責人M·B·沙阿（M B Shah，退休法官）的信件。所得稅部門在特別調查小組的監督下，單單從部分帳戶持有人處即追回約350億盧比，預計到2015年3月可追回總共1,000億盧比。

### 雙重徵稅協定
印度政府在法庭上多次辯稱它不能洩露帳戶擁有者的姓名，再進一步辯稱，洩露資料會侵犯個人隱私。這些說法只是為延遲揭露一些享有特殊待遇個體姓名的策略。印度人民黨領導人蘇布拉曼尼安·斯瓦米博士表示，雙重徵稅協定（DTA）並不是不洩露持有外國銀行帳戶印度人姓名的有效理由。
雙重課稅協定（Double taxation agreements，DTA）涉及個體申報的合法所得，以便在一個國家課稅，而非在兩個國家都課。黑錢在兩個國家中均沒申報，因此不存在雙重課稅問題。而且，這些未申報的黑錢數據也不會存在任何一個國家，因此無法進行資訊交換。與印度簽署協定的任何國家迄今都沒向印度提供任何數據。簡而言之，雙重課稅協定涉及的是合法所得，而非黑錢所得，因此政府說如果向法院提供姓名，對方國家在將來就不會再提供數據的論述不能成立。

### 對政府的批評
印度不同的政府部門都曾試圖阻撓特別調查小組的工作。有一家銀行被揭露充當"哈瓦拉"的角色。其他跨國公司和印度私人銀行也被懷疑從事這類活動。
埃爾韋·法爾恰尼與一由律師和專家組成的團隊合作，他告訴新德里電視台（NDTV），調查人員可獲得"多出1,000倍的資訊"，並且有很多商業資訊可揭露。"這完全取決於（印度政府）的意願。他們可以聯繫我們。"埃爾韋·法爾恰尼表示，印度政府僅在數量有200GB的數據中取得2MB而已。他補充說"如果印度明天提出要求，我們明天就會發送建議。"2015年11月2日，法爾恰尼在普拉尚特·布尚和約根德拉·亞達夫舉辦的新聞發表會上表示，印度沒利用有關在國外銀行帳戶中非法存放黑錢的資訊，且當時仍有數萬億盧比流出印度。

## 哈桑·阿里案件
印度商人哈桑·阿里（Hasan Ali）因涉嫌在國外銀行藏匿超過600億盧比而被印度執法局和所得稅部門逮捕。執法局律師表示，哈桑·阿里曾多次資助國際軍火商阿德南·哈紹吉。
然而媒體報導稱此案正成為所得稅部門等調查機構如何對待高調罪犯的另一完美例證 - 即態度軟弱。執法局早在2016年就對哈桑·阿里的住所進行過突襲搜查。多篇新聞報導稱稅務部門對他的調查進展極其緩慢，似乎已陷入僵局。
印度新聞雜誌及新聞網站《India Today》稱它已核實一封確認80億美元黑錢存放在瑞銀集團（UBS）帳戶中的信件，印度政府也已與UBS核實這一點。
UBS否認前述報導的說法，即它與哈桑·阿里間有業務關係，或擁有哈桑·阿里的任何資產或帳戶。該銀行宣佈應印度和泰國政府當局的正式要求，稱這些指控的文件是偽造的，許多聲稱藏匿80億美元黑錢的媒體報導均屬虛假。 《Indis Today》在後續的一篇文章中寫道："哈桑·阿里被指控大規模逃稅，並在國外秘密銀行帳戶中藏匿資金。但問題是印度執法機構幾乎沒證據來支持前述的說法。而UBS已否認與哈桑·阿里有任何交易。"

## 估計
根據奧地利經濟學家Friedrich Schneider的估計，使用動態多指標多原因法和貨幣需求法，印度黑錢經濟的規模達到印度國內生產毛額（GDP）的23%到26%之間，而亞洲的平均水平為28%到30%，非洲的平均水平為41%到44%，拉丁美洲的平均水平為各區域GDP的41%到44%。根據這項研究，96個開發中國家的影子經濟（也稱灰色經濟）平均規模（於官方GDP中的佔比）為38.7%，印度的比例低於平均水平。

## 公眾抗議和政府回應
印度政府於2012年5月發佈一份關於黑錢的白皮書，披露印度在解決黑錢問題上的工作，以及未來防止黑錢的指導方針。

### MC喬希委員會
在印度各地持續發生一系列的示威和抗議活動後，政府於2011年6月任命一個由MC喬希（MC Joshi，當時的CBDT主席）領導的高級委員會，以研究黑錢的產生和遏制。該委員會於2012年1月30日完成其報告草案。其主要發現和建議如下：
1. 兩大國家政黨（明顯是指印度國民大會黨和印度人民黨）聲稱其收入僅為50億盧比（5,800萬美元）和20億盧比（2,300萬美元）。但這甚至連兩政黨支出的"一小部分"也算不上。兩政黨僅在選舉費用上每年就花費1,000億盧比（12億美元）到1,500億盧比（17億美元）之間。[92]
2. 將《1988年防止貪污法（英语：Prevention of Corruption Act, 1988）》中的最高刑罰從目前的3年、5年和7年改為2年、7年和10年嚴格監禁，並修改《1961年所得稅法（英语：Income Tax Act, 1961）》中的刑罰年限。[92]
3. 稅務是一個高度專業化的主題。應根據其領域知識來建立全國性的司法服務機構和國家稅務法庭。[92]
4. 仿效《美國愛國者法》規定，超過一定門檻（由美國人或與美國人進行）的全球金融交易需向執法機構報告，印度也應堅持，要求在印度經營的實體報告所有超過一定門檻的全球金融交易。[92]
5. 考慮實施大赦計劃，對從國外追回黑錢的人減輕其處罰並免於起訴。[92]

### 稅務資訊交換協定
印度為遏制黑錢，已與13個國家/地區簽署稅務資訊交換協定（TIEA），包括直布羅陀、巴哈馬、百慕達、英屬維爾京群島、曼島、開曼群島、澤西、賴比瑞亞、摩納哥、澳門、阿根廷、根西和巴林，據信印度人在這些國家/地區藏匿有大量資金。一份報告稱印度和瑞士已同意，讓印度從2011年4月1日起定期獲取有關印度人在瑞士銀行的資訊。
在2014年6月，印度財政部長阿倫·賈特利代表印度政府，向瑞士政府提出正式請求，要求其提供所有在瑞士銀行持有來路不明款項的印度公民，其銀行帳戶詳細資訊與名單。

## 廢止500盧比和1000盧比紙幣的行動
繼2014年2月22日至23日經合組織（OECD）關於遏制黑錢的建議以及印度儲備銀行之前的行動之後，印度政府於2016年11月8日晚上決定禁止舊紙幣流通，並將其更換為新的500盧比和2000盧比紙幣。在該國獨立前的1946年，以及在1978年由首個非國大黨執政的人民黨政府也曾採取過類似的行動。印度各地的自動櫃員機（ATM）自11月8日晚起關閉兩天，銀行也關閉一天。此外，在2017年1月1日之前，人們每天只能從自動櫃員機提取最多2,500盧比，每週從銀行提取24,000盧比。民眾需在2016年12月30日前將舊鈔存入銀行或兌換新鈔，逾期作廢。初期每人每天僅能從銀行兌換4,000盧比舊鈔（後提高至4,500盧比）。發佈廢鈔的72小時內允許醫院、加油站等特定場所暫時接受舊鈔，緩解民生衝擊。線上銀行交易則無此類限制。發行2000盧比紙幣的目的是為讓囤積黑錢的人措手不及，使其持有的舊高面額紙幣變得毫無用處。這表示他們需要去銀行或郵局兌現這些紙幣，但又有存入超過25萬盧比舊鈔需提供稅務文件的規定，讓囤積者面臨對其資金狀況受正式調查的風險。經濟學家和金融分析師認為，印度這種以現金形式持有的黑錢將有很大部分將通過銀行進入主流經濟，從長遠來看可促進經濟增長。此外，這種做法方讓大面額黑錢或是假鈔變得得毫無用處，可減少恐怖主義組織的資金來源。

### 先前資訊
CBDT曾於2012年建議廢鈔，其在一份報告中表示，"雖然黑錢主要以假名財產、金條和珠寶的形式存在，但廢鈔可能是解決黑錢或黑經濟問題的方案之一"。根據所得稅調查的數據，黑錢持有人會將其非法財富約9%以現金形式保存，因此針對這些現金採取行動被認為是一種成功的策略。
印度於2016年10月28日流通的紙幣總額為17.77兆盧比（2,100億美元）。印度儲備銀行於2016年3月31日的年度報告中指出，流通的紙幣總額為16.42兆盧比（1,900億美元），其中近86%（約14.18兆盧比，約值1,600億美元）為500盧比和1000盧比紙幣。同一報告指出，流通的902.66億張紙幣中，有24%（約220.3億張）為500盧比和1000盧比紙幣。
印度人民黨（BJP）曾在過去反對廢鈔。該黨發言人米納克希·萊基在2014年曾表示，"那些不識字且無法獲得銀行服務的普通婦女（aam aurats）和普通人（ aadmis），將是受到這種表面、短期的措施打擊的人。"
印度政府設計一項所得申報計劃（IDS），於2016年6月1日啟動，到9月30日結束。黑錢持有人可通過此計畫申報資產，並在之後支付45%的稅款和罰款來合法化（漂白）。
莫迪保證，因廢鈔令而起的排隊潮將是最後一次，並矢言未來不再重蹈覆轍。

## 防止黑錢的建議

### 歷史
即使在英屬印度殖民時期，印度也曾出現過組成許多委員會和行動，以識別和阻止地下經濟和黑錢，目標是增加英國王室政府的稅收。例如於1936年有個艾爾斯委員會（Ayers Committee）調查印度殖民地的黑錢。它建議進行重大修訂，以保護和鼓勵誠實的納稅人，並有效應對欺詐性逃稅。

### 當前提案
印度在其關於黑錢的白皮書中提出以下處理地下經濟和黑錢的提案。

### 減少對自願合規的不利因素
過高的稅率會增加黑錢和逃稅。當稅率接近100%時，稅收會接近於零，因為逃稅的動機越高，產生黑錢的可能性就越大。報告提出過高，具懲罰性的稅收會創造一種經濟環境，讓經濟主體沒任何生產的動力。
報告認為黑錢出現的另一原因是與遵守法律相關的高交易成本。不透明和複雜的法規是阻礙合規，並將人們推向地下經濟和產生黑錢的另一主要不利因素。此類稱為合規的負擔包括需要過多的合規時間，以及耗用過多的合規資源。
白皮書建議，降低稅率和簡化合規流程可減少黑錢。

### 銀行交易稅
總部設於馬哈拉什特拉邦浦那的智庫Arthakranti提出一項政策建議，其中包括用銀行交易稅取代大多數直接和間接稅，並廢除500盧比和1000盧比紙幣，以協助防止黑錢、緩解通貨膨脹、改善就業機會並降低腐敗發生機率。

### 經濟自由化
報告指出，諸如許可證和執照等非關稅經濟壁壘，以及從政府機構獲得批准所需的冗長過程，都是促進地下經濟和隱藏黑錢的動機。當一個人無法獲得從事合法活動的許可證時，交易成本會接近無窮大，並為未報告和未入帳的活動創造一種無法克服的動機，而勢必會產生黑錢。印度自1990年代以來持續進行的經濟自由化浪潮鼓勵合規，印度政府在此期間徵收的稅收也大幅增加。報告建議必須堅持不懈，繼續推進經濟自由化進程，以進一步消除地下經濟和黑錢。

### 經濟脆弱部門的改革
印度經濟的某些脆弱部門比其他部門更易產生地下經濟和黑錢。這些部門需要系統性的改革。例如，報告以黃金貿易為例，在該部門進行改革之前，黃金貿易是黑錢產生，甚至是犯罪的主要源頭之一。印度在經濟改革後，流入印度的黃金仍然很高，但黃金走私已不再像過去那樣成為黑錢來源。報告建議對房地產等其他脆弱部門進行類似的有效改革，從長遠看，均可顯著減少黑錢產生。
印度的房地產部門約佔其GDP的11%。房地產投資是存放未入帳資金的常見方式，大量房地產交易未被報告或被低報。主因是房地產交易稅（通常以印花稅的形式）非常高。這種高交易稅是高效房地產市場發展的最大障礙之一。房地產交易還涉及複雜的合規性和高昂的交易成本，包括尋找、廣告、佣金、註冊以及與所有權糾紛和訴訟相關的或有成本。印度人民發現經由支付賄賂、以現金支付和低報價值，更容易處理房地產交易和不透明的文書工作。報告建議除非簡化房地產交易流程和稅收結構，否則很難防止這種黑錢來源。諸如《城市土地上限管制法》和《1960年坦米爾那都邦租賃和租金管制法》等陳舊而複雜的法律需要廢除，財產價值限制和高稅率需要取消，同時財產所有權證書制度需要大幅簡化。
報告指出的其他需要改革的印度經濟部門包括股票交易市場、採礦許可證、金條和非營利組織。

### 建立有效且可信的遏抑
有效且可信的遏抑必須與改革、透明度、簡化流程、消除官僚主義和酌情決定的法規相結合。報告稱可信的遏抑需具有成本效益。這種對黑錢的遏抑可通過資訊科技（資料庫整合）、印度政府各系統和合規部門的整合、直接稅務管理、增加數據挖掘能力以及改善起訴流程來實現。

### 配套措施
該報告除建議除遏抑外還建議發起公眾宣傳活動。公眾對改革和合規的支持對於長期解決黑錢問題有很重要的作用。此外，公司的財務審計人員必須對失真和失誤的財報承擔更多責任。報告指出，為鼓勵民眾勇於揭發不法情事並協助追回稅款，必須加強舉報者保護相關法規。

### 大赦
有人提議實施大赦計劃，以鼓勵逃稅者自願披露。這些自願性方案受到批評，理由是它們獎勵不誠實行為，對誠實納稅人不公平，並且未能實現揭露未申報資金的目標。報告指出，此類特赦計畫無法成為有效且持久的解決方案，也不應成為常規手段。

### 過多的廢鈔紙幣
在最近廢除舊的500盧比和1000盧比紙幣後，印度儲備銀行回收的紙幣超過其先前正式發行的流通量（超過2萬億印度盧比）。印度儲備銀行收到的假幣價值與總價值相比微不足道。印度政府應進行徹底調查，以揭示這發生的原因，並將罪犯繩之以法。這可能是由不擇手段的政客與印度儲備銀行高層勾結，濫用權力掠奪國家財富所致。

### 國際執法
印度與82個國家簽訂《租稅協定》（又稱避免雙重課稅協定）其中包括所有熱門避稅天堂國家/地區在內。在這些國家中，印度已與30個國家擴展合作協議，明訂若有國民試圖在締約國藏匿黑錢，雙方須互助代為徵收稅款。白皮書建議將協定擴大到其他國家，以協助執法。

### 新的紙幣
政府印製最高面額的法定紙幣，即1,000盧比（12美元）和500盧比（5.80美元），這些紙幣僅在市場上流通2年。2年到期後，應有一個一年的寬限期，在此寬限期間，這些紙鈔僅能透過存入銀行帳戶的方式進行繳交與接受。寬限期之後，這些紙幣將不再當作法定貨幣，或是根據印度儲備銀行的指示銷毀。結果是將大部分未入帳的資金轉變為可入帳和應納稅的資金。

### 持有美元
印度許多想藏匿黑錢的人都以美元現金的形式持有，當印度盧比對美元貶值，表示美元相對升值。印度政府必須加強管理辦法，透過追蹤美元現金流向，並僅允許經由信譽良好的銀行或授權機構以無現金交易方式提供小額外幣，來有效防止大量外幣現金的取得和持有。應在入境口岸遏制非居民印度人（NRI）和外國遊客將美元走私到該國。非居民印度人/外國遊客應進行無現金交易以獲取印度盧比等。所有出國的印度人都應使用國際信用卡/借記卡，而不是隨身攜帶美元現金。這也可防止國際毒品貿易、恐怖主義融資等。

### 教育腐敗
印度有許多本應提供教育的機構一直在助長腐敗，已成為印度國內黑錢的主要來源（主要是由於這些機構在財務透明度和招生程序上存在漏洞）。針對各種專業課程（醫學及相關、工程及相關、商業管理及相關）實行統一的普通入學考試，在公共領域（網站、通用電子登記庫）發布擁有這些教育機構的信託/非營利組織的審計財務報表，停止政府機構（如全印度技術教育委員會（AICTE,）、科學技術部（DST）等）提供資金給這些教育機構，這都是減少教育領域黑錢產生的一些建議。根據國家公共財政和政策研究所（NIPFP，隸屬於印度財政部）於2013年12月向財政部提交的一份報告，私立學院於前一年在專業課程管理配額席位上收取的捐贈已約達5,953億盧比。

### 撤回高面額紙幣
有人建議撤回高面額紙幣，例如2000盧比紙幣。雖然這可能導致印度儲備銀行的印刷成本增加，但應將其與高面額紙幣濫用所帶來的社會成本加以比較評估。

## 書籍
印度黑錢一直是熱門的話題，但以其為題材的書籍並不多。
以印度黑錢為主題的書籍有：
1. 《黑白灰：重塑盧比》（The Black White & Grey: Re-coloring the Rupiah）作者：普拉貢·阿基爾·金達爾（英语：Pragun Akhil Jindal）[120][121][122][123][124][125][126]
2. 《黑經濟》（The Black Economy）作者：阿倫·庫馬爾（Arun Kumar）

### 《黑白灰：重塑盧比》》
本書探討黑錢對印度的威脅以及遏制黑錢的方法。
2016年12月13日，國大黨高級領導人馬尼什·特瓦里和政治評論員帕蘭喬伊·古哈·塔庫爾塔共同發行這本書。書中試圖揭穿"關於黑錢的大量謊言、不為人知的事實和毫無根據的謠言"。
作者在該書的發表會上表示："貧窮只會侵蝕窮人的生活、失業只會困擾失業的人、酗酒與藥物濫用只會摧殘沉迷者的身心，黑錢則是一種禍害，它不會對那些聚斂的人造成困擾，反而會對社會大眾中的平民百姓產生負面影響。"

## 不同機構對印度黑錢的估計
| 機構             | 對印度黑錢數量的估計 |
| ---------------- | -------------------- |
| 國際貨幣基金組織 | 印度GDP的50%         |
| 印度中央調查具   | 28兆印度盧比         |
| 世界銀行         | 印度GDP的20%         |

印度缺乏對於持有黑錢具有嚇阻性的懲罰。根據一項調查，印度在2008年至2012年之間有超過20,000件貪污案件受到舉報，但僅有5分之1的案件最終完成審理。印度經濟也被稱為平行經濟或影子經濟，因為很難將經濟體系中流通資金中的黑錢和白錢分辨。
但值得注意的是黑錢是由一人產生，但其影響卻由另一人承受。例如，由於持有黑錢的人不繳稅，導致稅收偏低，政府無法為社會上的窮人和弱勢群體制定和實施適當的社會福利政策。
此外，值得一提的是，黑錢也能透過合法的途徑產生。例如，那些在家中進行私人執業的政府醫生和教師，因為他們不准進行私人執業，如私下執業，且不申報應納稅所得。這類行為也會產生黑錢，同樣會影響政府的稅收。
此外在印度，某些形式的賭博是合法的，例如從賽馬中贏得的錢將不會列入黑錢。

## 外部連結
- Dharma Shastras on Black Money, Corruption and paying Interest